# Comté de Faulkner
Le comté de Faulkner est un comté de l'État de l'Arkansas aux États-Unis. Au recensement de 2010, il comptait 113 237 habitants. Son chef-lieu est Conway.

## Démographie
| 1880   | 1890   | 1900   | 1910   | 1920   | 1930   | 1940   | 1950   |
| ------ | ------ | ------ | ------ | ------ | ------ | ------ | ------ |
| 12 786 | 18 342 | 20 780 | 23 708 | 27 681 | 28 381 | 25 880 | 25 289 |

| 1960   | 1970   | 1980   | 1990   | 2000   | 2010    | - | - |
| ------ | ------ | ------ | ------ | ------ | ------- | - | - |
| 24 303 | 31 572 | 46 192 | 60 006 | 86 014 | 113 237 | - | - |